# Saint-Georges-d'Aunay
Saint-Georges-d'Aunay é uma ex-comuna francesa na região administrativa da Normandia, no departamento de Calvados. Estendeu-se por uma área de 23,79 km². Em 2010 a comuna tinha 1 356 habitantes (densidade: 57 hab./km²).
Em 1 de janeiro de 2016 foi fundida com a comuna de Coulvain para a criação da nova comuna de Seulline.